# Toledo Goaldiggers
Toledo Goaldiggers byl profesionální americký klub ledního hokeje, který sídlil v Toledu ve státě Ohio. V letech 1974–1986 působil v profesionální soutěži International Hockey League. Goaldiggers ve své poslední sezóně v IHL skončily v základní části. Své domácí zápasy odehrával v hale Toledo Sports Arena s kapacitou 5 230 diváků. Klubové barvy byly zelená, zlatá a bílá.
Jednalo se o čtyřnásobného vítěze Turner Cupu (sezóny 1974/75, 1977/78, 1981/82 a 1982/83).

## Úspěchy
- Vítěz Turner Cupu ( 4× )
  - 1974/75, 1977/78, 1981/82, 1982/83

## Přehled ligové účasti
Zdroj: 
- 1974–1980: International Hockey League (Jižní divize)
- 1980–1981: International Hockey League (Východní divize)
- 1981–1982: International Hockey League
- 1982–1983: International Hockey League (Východní divize)
- 1983–1984: International Hockey League
- 1984–1986: International Hockey League (Východní divize)